# Erik Tummers
Erik Tummers (* 1. Mai 1985 in Geleen) ist ein ehemaliger niederländischer Eishockeyspieler, der den Großteil seiner Karriere bei den Eaters Geleen unter Vertrag stand. Mit dem Klub wurde er zweimal niederländischer Meister. Zuvor gewann er bereits mit den Nijmegen Emperors den Titel.

## Karriere

### Clubs
Erik Tummers begann seine Karriere als Eishockeyspieler beim Geleener Stadtteilklub aus Limbricht. In der Spielzeit 2002/03 gab er bei den Eaters Geleen sein Debüt in der Ehrendivision, spielte überwiegend aber in der zweiten Mannschaft in der Eerste divisie. Nachdem er die Saison 2003/04 für die U20 der Växjö Lakers in der schwedischen J20 Elit verbracht hatte, kehrte er anschließend in die Niederlande zurück und spielte dort drei Jahre für die Nijmegen Emperors in der Ehrendivision. Mit den Gelderländern gewann er 2006 die niederländische Meisterschaft. 2007 kehrte er zu den Eaters Geleen zurück, für die er seither spielt. Mit dem Klub aus seiner Geburtsstadt gewann er 2010 den niederländischen Pokal und 2012 die Meisterschaft. In seiner letzten Spielzeit 2015/16 spielte er mit dem Klub in der neugegründeten BeNe League.

### International
Für die Niederlande nahm Tummers an den Spielen der U18-Weltmeisterschaft in der Division II 2002 und 2003 sowie den U20-Junioren-Weltmeisterschaften 2004 und 2005 ebenfalls in der Division II teil.
Bei der Weltmeisterschaft der Division I 2006 debütierte er für die Herren-Nationalmannschaft. Auch bei den Weltmeisterschaften 2007, 2008, 2009, 2011, 2014 und 2015 stand er für die Niederländer in der Division I auf dem Eis. Nach dem Abstieg 2015 spielte er mit den Niederländern bei der Weltmeisterschaft 2016 in der Division II und trug als Topscorer, bester Vorlagengeber und bester Verteidiger sowie mit der besten Plus/Minus-Bilanz des Turniers maßgeblich zum sofortigen Wiederaufstieg bei.
Zudem vertrat er seine Farben bei der Qualifikation für die Olympischen Winterspiele in Vancouver 2010.

## Erfolge und Auszeichnungen
- 2006 Niederländischer Meister mit den Nijmegen Emperors
- 2010 Niederländischer Pokalsieger mit den Ruijters Eaters Geleen
- 2011 Niederländischer Meister mit den Ruijters Eaters Geleen
- 2016 Aufstieg in die Division I, Gruppe B, bei der Weltmeisterschaft der Division II, Gruppe A
- 2016 Bester Verteidiger, Topscorer, bester Vorlagengeber und beste Plus/Minus-Bilanz bei der Weltmeisterschaft der Division II, Gruppe A

## Statistik
(Stand: Ende der Spielzeit 2015/16)